# Janville-sur-Juine
Janville-sur-Juine és un municipi francès, situat al departament de l'Essonne i a la regió de Illa de França. L'any 2007 tenia 1.855 habitants.
Forma part del cantó d'Arpajon, del districte d'Étampes i de la Comunitat de comunes Entre Juine et Renarde.

## Demografia

### Població
El 2007 la població de fet de Janville-sur-Juine era de 1.855 persones. Hi havia 734 famílies, de les quals 184 eren unipersonals (104 homes vivint sols i 80 dones vivint soles), 239 parelles sense fills, 267 parelles amb fills i 44 famílies monoparentals amb fills.
La població ha evolucionat segons el següent gràfic:
Habitants censats

### Habitatges
El 2007 hi havia 801 habitatges, 745 eren l'habitatge principal de la família, 32 eren segones residències i 24 estaven desocupats. 690 eren cases i 109 eren apartaments. Dels 745 habitatges principals, 616 estaven ocupats pels seus propietaris, 117 estaven llogats i ocupats pels llogaters i 12 estaven cedits a títol gratuït; 30 tenien una cambra, 59 en tenien dues, 96 en tenien tres, 181 en tenien quatre i 379 en tenien cinc o més. 587 habitatges disposaven pel capbaix d'una plaça de pàrquing. A 288 habitatges hi havia un automòbil i a 380 n'hi havia dos o més.

### Piràmide de població
La piràmide de població per edats i sexe el 2009 era:
| Homes | Edats   | Dones |
| ----- | ------- | ----- |
| 0     | 95 o +  | 0     |
| 8     | 90 a 94 | 4     |
| 4     | 85 a 89 | 16    |
| 4     | 80 a 84 | 8     |
| 28    | 75 a 79 | 12    |
| 32    | 70 a 74 | 44    |
| 52    | 65 a 69 | 40    |
| 40    | 60 a 64 | 32    |
| 84    | 55 a 59 | 68    |
| 84    | 50 a 54 | 88    |
| 60    | 45 a 49 | 72    |
| 72    | 40 a 44 | 44    |
| 56    | 35 a 39 | 68    |
| 64    | 30 a 34 | 68    |
| 56    | 25 a 29 | 32    |
| 40    | 20 a 24 | 36    |
| 28    | 15 a 19 | 68    |
| 88    | 10 a 14 | 52    |
| 44    | 5 a 9   | 64    |
| 48    | 0 a 4   | 64    |

## Economia
El 2007 la població en edat de treballar era de 1.222 persones, 898 eren actives i 324 eren inactives. De les 898 persones actives 849 estaven ocupades (450 homes i 399 dones) i 49 estaven aturades (29 homes i 20 dones). De les 324 persones inactives 142 estaven jubilades, 133 estaven estudiant i 49 estaven classificades com a «altres inactius».

### Ingressos
El 2009 a Janville-sur-Juine hi havia 735 unitats fiscals que integraven 1.878 persones, la mediana anual d'ingressos fiscals per persona era de 26.265 €.

### Activitats econòmiques
Dels 60 establiments que hi havia el 2007, 1 era d'una empresa extractiva, 1 d'una empresa de fabricació de material elèctric, 2 d'empreses de fabricació d'altres productes industrials, 9 d'empreses de construcció, 15 d'empreses de comerç i reparació d'automòbils, 1 d'una empresa de transport, 2 d'empreses d'hostatgeria i restauració, 4 d'empreses d'informació i comunicació, 1 d'una empresa financera, 3 d'empreses immobiliàries, 10 d'empreses de serveis, 7 d'entitats de l'administració pública i 4 d'empreses classificades com a «altres activitats de serveis».
Dels 16 establiments de servei als particulars que hi havia el 2009, 1 era un taller de reparació d'automòbils i de material agrícola, 1 paleta, 4 guixaires pintors, 2 fusteries, 2 empreses de construcció, 2 perruqueries, 1 restaurant, 1 agència immobiliària, 1 tintoreria i 1 saló de bellesa.
Dels 4 establiments comercials que hi havia el 2009, 1 era una llibreria, 1 una botiga de roba, 1 una perfumeria i 1 una joieria.
L'any 2000 a Janville-sur-Juine hi havia 4 explotacions agrícoles.

## Equipaments sanitaris i escolars
L'únic equipament sanitari que hi havia el 2009 era una farmàcia.
El 2009 hi havia 1 escola maternal i 1 escola elemental.

## Poblacions més properes
El següent diagrama mostra les poblacions més properes.